# Adiri (Titano)
Adiri è una vasta e luminosa area della superficie di Titano, il principale satellite naturale di Saturno. Il suo nome deriva dal termine utilizzato nella mitologia dei popoli della Melanesia per indicare il paradiso. È posizionata ad ovest della regione Shangri-La.
Adiri è una regione di altopiani ed appare essere solcata da canali di drenaggio.
Nel 2005, la sonda Huygens dell'Agenzia Spaziale Europea è atterrata poco oltre la costa nord-occidentale della regione, nella pianura che fa parte di Shangri-La.